# Bohutín nad Moravou
Bohutín (deutsch Bohutin) ist eine Gemeinde in Tschechien. Sie liegt acht Kilometer westlich von Šumperk und gehört dem Okres Šumperk an.

## Geographie
Bohutín befindet sich am südlichen Fuße des Goldensteiner Berglandes (Branenská vrchovina) linksseitig der March an deren Eintritt in die Müglitzer Furche (Mohelnická brázda). Westlich des Dorfes verläuft die Eisenbahnstrecke von Hanušovice nach Zábřeh bzw. Šumperk, sowie am gegenüberliegenden Marchufer die Staatsstraße I/11 von Bludov nach Červená Voda. Im Norden erhebt sich der Burdův vrch (489 m), nordöstlich der Zlatník (493 m) und der Háj (631 m), im Osten die Zbová und westlich die Rozsocha (518 m).
Nachbarorte sind Truska und Bartoňov im Norden, Radomilov im Nordosten, Bludov im Südosten, Chromeč und Vyšehoří im Süden, Zborov im Südwesten, Klášterec im Westen sowie Olšany und Doubravice im Nordwesten.

## Geschichte
Die erste schriftliche Erwähnung von Engelsdorf erfolgte im Jahre 1371 im Testament des Markgrafen Johann Heinrich, in dem dieser die Herrschaft Bludov seinem jüngeren Sohn Prokop zuschrieb. Im 15. Jahrhundert, wahrscheinlich während der Hussitenkriege oder des böhmisch-ungarischen Krieges, erlosch Engelsdorf. Die Tunkl von Brníčko, die seit der Mitte des 15. Jahrhunderts große Gebiete in Nordmähren erworben hatten, ließen vor 1492 das Dorf neu besiedeln, dabei erhielt es den Namen Bohutín. Im Jahre 1500 erwarb Peter von Zierotin Bohutín und schlug es seinen Gütern in Chromeč zu. Um 1560 wurden die Vladiken Fylčan von Hrabová Besitzer von Bohutín, Bartoňov und Radomilov. Jan Fylčan verkaufte Bohutín 1586 an Sigismund Bukuvky von Bukuvka auf Chromeč. 1658 veräußerten die Bukuvky Chromeč mit den zugehörigen Dörfer an den Besitzer der Herrschaft Bludov, Maximilian von Liechtenstein-Kastelkorn. Im Hufenregister von 1677 sind für Bohutín 18 Wirtschaften ausgewiesen. 1834 war das Dorf auf 78 Häuser angewachsen und hatte 401 Einwohner.
Nach der Aufhebung der Patrimonialherrschaften bildete Bohutín ab 1850 eine politische Gemeinde im Bezirk Mährisch Schönberg. 1865 wurde ein Schulhaus eingeweiht. Die meisten der Bewohner arbeiteten zu dieser Zeit in der k.k. Papierfabrik im benachbarten Olleschau. 1873 wurde die Eisenbahnstrecke von Sternberg nach Grulich eingeweiht, eine Bahnstation erhielt Bohutín erst 1905. Im Jahre 1900 hatte das Dorf 400 Einwohner und bestand aus 71 Häusern. In den 1920er Jahren wurde über dem Dorf am Berg Zbová ein Steinbruch aufgenommen. 1930 lebten in Bohutín 494 ausschließlich tschechische Einwohner. Wenig später begann der Bergbau auf Kupfererz.
Nach dem Münchner Abkommen wurde das Dorf 1938 dem Deutschen Reich zugeschlagen und gehörte bis 1945 zum Landkreis Mährisch Schönberg. 1939 hatte Bohutin 505 Einwohner. Nach dem Ende des Zweiten Weltkrieges kam Bohutín zur Tschechoslowakei zurück. Einige Familien verließen den Ort und siedelten in die Grenzgebiete.
1950 lebten in der Gemeinde 415 Menschen. Am 2. Januar 1962 verursachte eine Kammersprengung im Steinbruch große Schäden im Dorf. 1975 stellte der Steinbruch den Betrieb ein. 1991 lebten in Bohutín 911 Menschen, der Ort bestand aus 129 Wohnhäusern. Seit 2008 führt die Gemeinde ein Wappen und Banner. Größtes Unternehmen ist die Papierfabrik Olšany, die sich zum Teil auf den Fluren von Bohutín befindet.

## Gemeindegliederung
Für Gemeinde Bohutín sind keine Ortsteile ausgewiesen.

## Sehenswürdigkeiten
- Kapelle Mariä Wiegenfest, errichtet 1801
- Wallfahrtskirche Leib Christi, am Háj nordöstlich des Dorfes